# Eschborn–Frankfurt 2022
Eschborn–Frankfurt 2022 war die 59. Austragung des deutschen Eintagsrennens. Das Rennen fand am 1. Mai statt und kehrte damit nach einer Terminänderung im Jahr 2021 an seinen gewohnten Kalenderplatz zurück. Das Rennen war Teil der UCI WorldTour 2022.

## Teilnehmende Mannschaften und Fahrer
Neben 11 UCI WorldTeams gingen auch 9 UCI ProTeams bei dem Rennen an den Start. Für jede Mannschaft waren sieben Fahrer startberechtigt. Das UAE Team Emirates und die B&B-Hotels-p/b-KTM-Mannschaft nutze die Startplätz jedoch nicht voll aus.
Mit dem Titelverteidiger Jasper Philipsen (Alpecin-Fenix), Alexander Kristoff (Intermarché-Wanty-Gobert Matériaux) und John Degenkolb (Team DSM) standen drei ehemalige Sieger des Rennens am Start.
Als Favoriten galten in erster Linie endschnelle Fahrer wie Jasper Philipsen (Alpecin-Fenix), Alexander Kristoff, Biniam Girmay (beide Intermarché-Wanty-Gobert Matériaux), Giacomo Nizzolo (Israel-Premier Tech), Fernando Gaviria (UAE Team Emirates), Sam Bennett, Danny van Poppel (beide Bora-Hansgrohe), Arnaud De Lie (Lotto Soudal), John Degenkolb (Team DSM), Phil Bauhaus (Bahrain Victorious) und Andrea Vendrame (AG2R Citroën Team).

## Streckenführung
Der Streckenverlauf hatte sich im Vergleich zum Vorjahr nicht verändert und führte über 183,9 Kilometer von Eschborn über mehrere Schleifen und Rundkurse nach Frankfurt. Das Rennen startete in Eschborn in der Nähe des ehemaligen Militärflugplatzes und führte zunächst direkt nach Frankfurt, wo nach 15 Kilometern die Ziellinie das erste Mal überquert wurde. Anschließend führte die Strecke Richtung Norden in den Taunus, wo nach 46,5 Kilometern des Rennens der höchste und längste Anstieg des Rennens, der Feldberg (833 m), überquert wurde. Nach dem anschließenden Anstieg des Ruppertshain folgte ein Rundkurs der zweimal über den Mammolshain führte. Dann verließen die Fahrer den Rundkurs und überquerten die Billtalhöhe, ehe es erneut über den Ruppertshain ging. Anschließend kehrte das Rennen auf den Rundkurs zurück und passierte den Mammolshain zwei weitere Male 55,3 und 40,5 Kilometer vor dem Ziel. Über Eschborn ging es schlussendlich zum Zielort Frankfurt, wo knapp drei Runden auf einem 6,7 Kilometer langen Rundkurs absolviert wurden. Die Ziellinie befand sich neben der Alten Oper.
Im Jahr 2022 wurde keine Zwischensprintwertung ausgetragen.
| # |              | km    | Höhe  | Länge (km) | Ø Steigung |
| - | ------------ | ----- | ----- | ---------- | ---------- |
| 1 | Feldberg     | 46,5  | 833 m | 11         | 4,8 %      |
| 2 | Ruppertshain | 57,9  | 432 m | 1,3        | 8,6 %      |
| 3 | Mammolshain  | 79,7  | 371 m | 2,3        | 8,2 %      |
| 4 | Mammolshain  | 94,5  | 371 m | 2,3        | 8,2 %      |
| 5 | Billtalhöhe  | 99,6  | 525 m | 2,6        | 6,2 %      |
| 6 | Ruppertshain | 106,8 | 432 m | 1,3        | 8,6 %      |
| 7 | Mammolshain  | 128,6 | 371 m | 2,3        | 8,2 %      |
| 8 | Mammolshain  | 143,4 | 371 m | 2,3        | 8,2 %      |
|   | Ziel         | 183,9 |       |            |            |

## Rennverlauf & Ergebnis
Unmittelbar nach dem Start löste sich eine fünf Fahrer umfassende Ausreißergruppe. In der Gruppe vertreten waren: Daan Hoole (Trek-Segafredo), Pierre Rolland (B&B Hotels p/b KTM), Jens Reynders (Sport Vlaanderen-Baloise), Johan Meens (Bingoal Pauwels Sauces WB) und Juan Antonio López-Cózar (Burgos-BH). Der maximale Vorsprung auf der Spitze auf das Hauptfeld betrug in etwa fünf Minuten.
Nach der zweiten Auffahrt auf den Mammolshain, rund 90 Kilometer vor dem Ziel, lösten sich rund 20 Fahrer aus dem Hauptfeld. Die Gruppe war sich jedoch uneinig und wurde wenig später wieder gestellt. Unterdessen zerfiel die Spitzengruppe, deren Vorsprung auf unter eine Minute geschmolzen war. Pierre Rolland setzte sich von seinen Fluchtkollegen ab und verblieb allein an der Spitze des Rennens. Rund 70 Kilometer vor dem Ziel setzte sich zunächst Jonas Rutsch (EF Education-EasyPost) und anschließend Edward Theuns (Trek-Segafredo), Ceriel Desal (Bingoal Pauwels Sauces WB) und Jens Reynders vom Hauptfeld ab und schlossen zu Pierre Rolland auf. Die Gruppe konnte jedoch nur einen Vorsprung von knapp einer Minute herausfahren.
Im vorletzten Anstieg des Mammolshain, fielen Ceriel Desal und Jens Reynders aus der Spitzengruppe zurück. Letzterer schloss jedoch im anschließenden Flachstück wieder zur Spitzengruppe auf. Giacomo Nizzolo (Israel-Premier Tech) konnte unterdessen im Anstieg dem Hauptfeld nicht folgen und fiel kurzzeitig zurück. 47 Kilometer vor dem Ziel löste sich Jens Reynders von der Spitzengruppe und setzte sich Solo an die Spitze des Rennens. Nach seinen ehemaligen Fluchtgefährten wurde aber auch er schlussendlich in auf der letzten Auffahrt des Mammolshain, rund 40 Kilometer vor dem Ziel, gestellt.
Auf dem letzten Anstieg des Tages konnte sich kein Fahrer vom Hauptfeld lösen und so erreichten rund 80 Fahrer den abschließenden Rundkurs in Frankfurt. Die Entscheidung fiel im Zielsprint. Diesen eröffnete Danny van Poppel (Bora-Hansgrohe) für seinen Teamkollegen Sam Bennett, der sich seinen ersten Sieg seit seiner Rückkehr zu dem deutschen Team sicherte. Platz zwei ging an Fernando Gaviria (UAE Team Emirates) vor dem viermaligen Sieger Alexander Kristoff (Intermarché-Wanty-Gobert Matériaux).
| Platz | Fahrer             | Nation | Team                               | Zeit                   |
| ----- | ------------------ | ------ | ---------------------------------- | ---------------------- |
| 01.   | Sam Bennett        | IRL    | Bora-Hansgrohe                     | 4:27:52 h (41,43 km/h) |
| 02.   | Fernando Gaviria   | COL    | UAE Team Emirates                  | "                      |
| 03.   | Alexander Kristoff | NOR    | Intermarché-Wanty-Gobert Matériaux | "                      |
| 04.   | Phil Bauhaus       | GER    | Bahrain Victorious                 | "                      |
| 05.   | Danny van Poppel   | NED    | Bora-Hansgrohe                     | "                      |
| 06.   | Edward Theuns      | BEL    | Trek-Segafredo                     | "                      |
| 07.   | Arnaud De Lie      | BEL    | Lotto Soudal                       | "                      |
| 08.   | Simone Consonni    | ITA    | Cofidis                            | "                      |
| 09.   | Piet Allegaert     | BEL    | Cofidis                            | "                      |
| 010.  | Lorrenzo Manzin    | FRA    | TotalEnergies                      | "                      |